# Tolva
Tolva – gmina w Hiszpanii, w prowincji Huesca, w Aragonii, o powierzchni 58,97 km². W 2011 roku gmina liczyła 152 mieszkańców.